# Franc congolais
Pour les articles homonymes, voir Franc.
Le franc congolais (symbole : FC ; code ISO 4217 : CDF) est la monnaie officielle de la République démocratique du Congo depuis le 30 juin 1998. Il fut aussi la monnaie officielle de l'État indépendant du Congo, de 1887 à 1908 ; du Congo belge, de 1908 à 1960 ; et du Congo sous la présidence de Joseph Kasa-Vubu, de 1960 à 1964. Le président Mobutu Sese Seko remplaça cette monnaie par le zaïre, de 1967 à 1997.
Le 30 juin 1998, le président Laurent-Désiré Kabila réintroduisit le franc congolais. C'est ce dernier franc qui est utilisé de nos jours en république démocratique du Congo. On peut donc parler de quatre périodes distinctes dans l'histoire de ce franc, avec une absence remarquable de 30 ans (de 1967 à 1997) entre le « troisième franc » et le « quatrième franc » : le Zaïre.
Le franc congolais a été utilisé jusqu'ici pendant 101 ans, en changeant d'apparence, plus ou moins radicalement, à chaque période.

## Historique
L'État indépendant du Congo, avec comme souverain le roi Léopold II, commence officiellement le 23 février 1885. Cependant, il faudra attendre 1887 pour voir l'apparition des premières pièces d'une nouvelle monnaie : le franc congolais, au départ à parité avec le franc-or belge. Les billets ne seront émis que neuf ans plus tard, en 1896. Au total, on compte douze pièces et deux billets (10 francs et 100 francs) pour cette première période. On notera que les huit premières pièces sont trouées en leur centre et que les quatre suivantes sont à l'effigie de Léopold II.
La deuxième période eut lieu de 1908 à 1960. C'est la période du Congo belge.
À partir de 1916, remplaçant la roupie de l'Afrique orientale allemande, le franc congolais va circuler au Ruanda-Urundi, et ce, jusqu'en 1960.
La troisième période eut lieu de 1960 à 1967. Il s'agit de la présidence de Joseph Kasa-Vubu, pendant quatre ans, et ensuite d'une période de « transition monétaire », pendant laquelle le nouveau président (Mobutu) se préparait à changer plusieurs choses dans le pays, dont la monnaie. En 1967, ce président donne une nouvelle monnaie aux Congolais : le zaïre. Les premiers zaïres sont émis en janvier 1967.
Le franc congolais fut relancé le 30 juin 1998, quelques mois après l'accession au pouvoir de Laurent-Désiré Kabila.

## Le franc congolais de l'État indépendant du Congo
C'est en 1887 que le franc congolais a été créé, à l'époque de l'État Indépendant du Congo. Durant cette période, deux billets et douze pièces ont été émis. Il y a un billet de 10 francs et un billet de 100 francs. Huit des douze pièces ont un trou en leur centre : les centimes, à l'exception de la pièce de 50 centimes. Les quatre autres pièces : 50 centimes, 1 franc, 2 francs, 5 francs sont ornées d'un portrait du souverain, Léopold II.

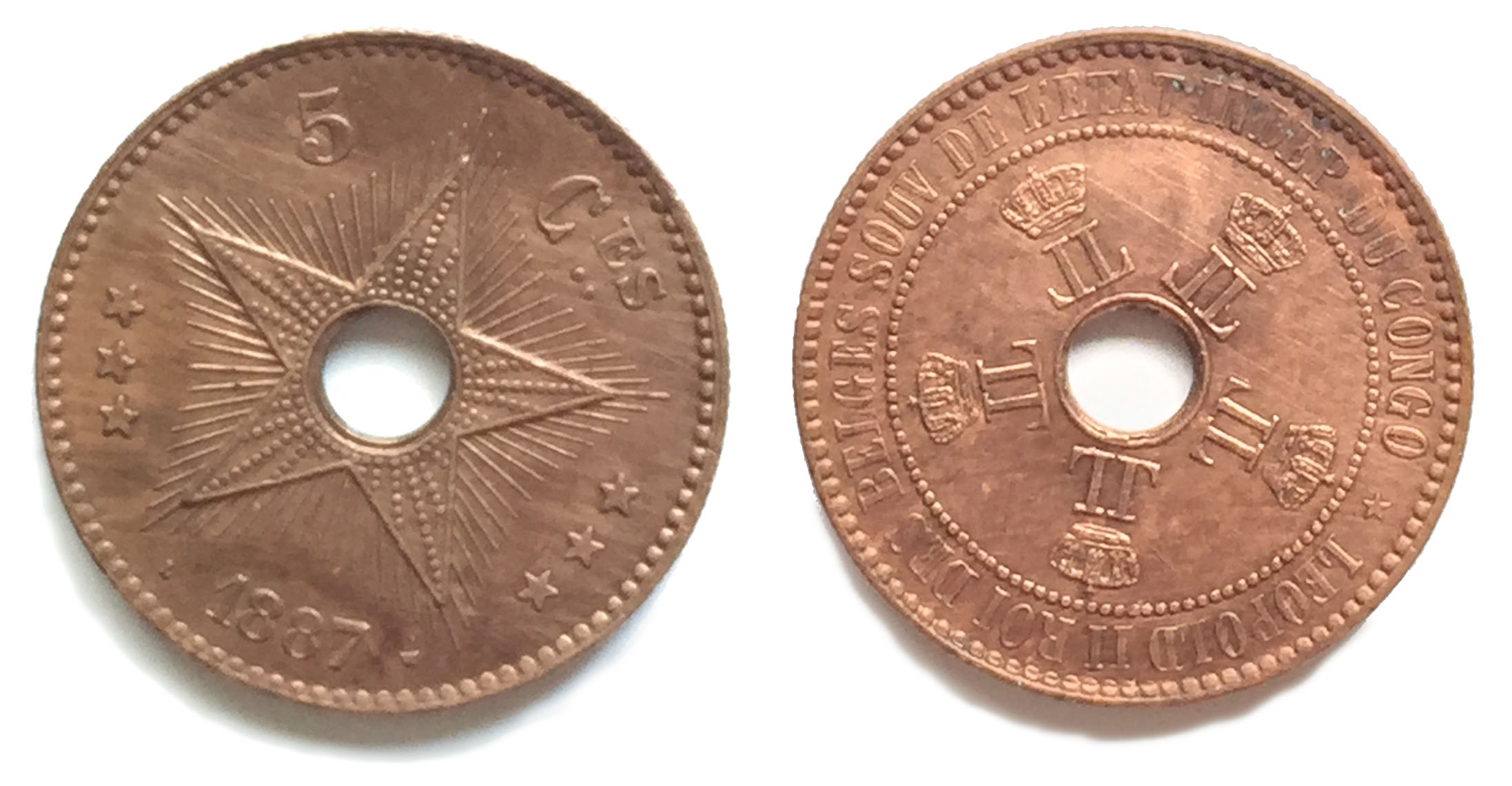
Pièce de cinq centimes. 1887

| Valeur     | Dimensions (mm) | Couleur(s) principale  | Recto                                       | Verso                                  | Année d'émission | Avers | Revers |
| ---------- | --------------- | ---------------------- | ------------------------------------------- | -------------------------------------- | ---------------- | ----- | ------ |
| 10 francs  | 144 × 69        | Gris                   | Ange tenant une corne d'abondance           | Femme couronnée de feuilles de laurier | 1896             |       |        |
| 100 francs | 152 × 75        | Gris-bleu/rouge brique | Une femme assise, un bateau, un lion couché | Femme portant un bonnet phrygien       | 1896             |       |        |

## Le franc congolais du Congo belge

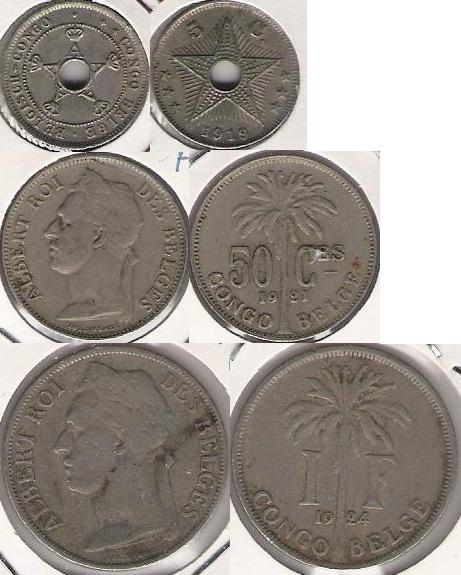
Trois pièces de la période 1912-1924.

Les premières pièces furent frappées après 1909 sous le règne d'Albert. Les pièces d'une valeur inférieure à 50 centimes sont trouées. La première série de pièces courantes comprend des pièces de 1 et 2 centimes en bronze ; de 10, 20, 50 centimes et 1 franc en cupronickel. Une deuxième série comprend une pièce représentant Léopold III,  d'une valeur de 5 francs, en laiton. La troisième série, de 1943 à 1949, au motif de l'éléphant, comprend des pièces de 1, 2, 5 et 50 francs, cette dernière est en argent.
Des billets furent imprimés à partir de 1912 (1, 5 et 20 francs), 1914 (100 francs), 1929 (500 francs), et ultérieurement jusqu'à la série type 1958 (1000 francs).

## Le franc congolais de Kasa-Vubu
Le franc congolais de Kasa-Vubu, le premier président de la République démocratique du Congo, a été la monnaie officielle du pays de 1961 à 1967. Il y avait seulement une pièce de 10 francs et 5 billets : 20 francs, 50 francs, 100 francs, 500 francs et 1 000 francs.
| Valeur       | Dimensions (mm) | Couleur(s) principale | Recto                                      | Verso                         | Année d'émission | Avers | Revers |
| ------------ | --------------- | --------------------- | ------------------------------------------ | ----------------------------- | ---------------- | ----- | ------ |
| 20 francs    | 149 × 69        | Vert                  | Femme africaine aux pieds et torse nus     | Arbre avec racines apparentes | 1961/1962        |       |        |
| 50 francs    | 149 × 69        | Vert/jaune-gris       | Un lion près du barrage de Nzilo (Katanga) | Palais de la Nation           | 1962             |       |        |
| 100 francs   | 149 × 69        | Gris-bleu             | Portrait du président Kasa-Vubu            | Palais de la Nation           | 1961/1962/1964   |       |        |
| 500 francs   | 149 × 69        | Gris/mauve            | Masque Pende                               | Palais de la Nation           | 1961/1962/1964   |       |        |
| 1 000 francs | 149 × 69        | Gris/bleu/jaune       | Portrait du président Kasa-Vubu            | Palais de la Nation           | 1961/1964        |       |        |

## Le franc congolais actuel

### Billets de banque
Pour cette monnaie, il n'y a pas de pièces : il n'y a que des billets. Il y en a 22. On peut faire deux catégories de billets de banque : ceux qui ne sont plus en circulation en 2019 (13) et ceux qui circulent encore en 2019 (9). Il existe deux billets de 10 francs différents : l'un émis en 1997 et en 2000, de couleur vert-gris, l'autre, de couleur orange, émis en 2003. Il existe deux billets de 20 francs différents : l'un émis pour en 1997 et 2000, de couleur orange, l'autre, de couleur vert-gris, émis en 2003. Il existe deux billets de 100 francs différents : l'un émis en 1997, de couleur rouge, très rare, l'autre, de couleur bleue, émis de multiples fois. Il existe aussi deux billets de 50 francs différents: l'un de couleur grise émis en 1997, extrêmement rare, et l'autre de couleur rouge émis en 2000, 2007 et 2013. Il existe deux billets de 500 francs différents : l'un émis pour la première fois en 2002, de couleur bleue, l'autre, que l'on appelle « édition du cinquantenaire », en 2010, de couleur verte.

### Les billets de banque qui ne circulent plus en 2019
Si ces billets ne circulent plus à ce jour (mai 2019), c'est qu'ils ne valent plus suffisamment pour pouvoir acheter quelque chose : une seule banane chez le commerçant le moins cher de la république démocratique du Congo coûte plus de 50 francs. Les billets de 50 francs bleu et de 100 francs rouge, quant à eux, ont été détruits quelques mois après avoir été imprimés, par Laurent-Désiré Kabila lui-même.
| Valeur      | Dimensions (mm) | Couleur(s) principale | Recto                     | Verso                                     | Année d'émission | Avers | Revers |
| ----------- | --------------- | --------------------- | ------------------------- | ----------------------------------------- | ---------------- | ----- | ------ |
| 1 centime   | 120 × 70        | Mauve                 | Cueilleuse de café        | Volcan Nyiragongo                         | 1997             |       |        |
| 5 centimes  | 120 × 70        | Pourpre               | Masque Suku Hemba         | Harpe Zande                               | 1997             |       |        |
| 10 centimes | 120 × 70        | Rose                  | Masque Pende              | Groupe de danseurs Pende                  | 1997             |       |        |
| 20 centimes | 120 × 70        | Vert/pourpre          | Antilope                  | Le parc national de l'Upemba              | 1997/2000        |       |        |
| 50 centimes | 120 × 70        | Gris                  | Tête d'okapi              | Famille d'okapis                          | 1997/2000        |       |        |
| 1 franc     | 151 × 70        | Bleu                  | La Gécamines              | Patrice-Emery Lumumba et deux de ses amis | 1997/2000        |       |        |
| 5 francs    | 151 × 70        | Mauve                 | Rhinocéros blanc          | Les chutes de Kamwanga                    | 1997/2000        |       |        |
| 10 francs   | 151 × 70        | Vert/Gris             | Appui-tête d'un chef Luba | Statuette Luba                            | 1997/2000        |       |        |
| 10 francs   | 151 × 70        | Orange                | Appui-tête d'un chef Luba | Statuette Luba                            | 2003             |       |        |
| 20 francs   | 151 × 70        | Orange                | Tête de lion              | Famille de lions                          | 1997/2000        |       |        |
| 20 francs   | 151 × 70        | Vert/gris             | Tête de lion              | Famille de lions                          | 2003             |       |        |
| 50 francs   | 151 x 70        | Bleu                  | Masque Tshokwe            | Village de pêcheurs                       | 1997             |       |        |
| 100 francs  | 151 × 70        | Rouge                 | Élephant                  | Barrage d'Inga II                         | 1997             |       |        |

### Les billets de banque qui circulent encore en 2019
En avril 2024, seuls les billets de 50 rouge, 100 bleu, 200, 500, 1 000, 5 000, 10 000 et 20 000 francs sont toujours en circulation.
| Valeur        | Dimensions (mm) | Couleur(s) principale | Recto                  | Verso               | Année d'émission          | Avers | Revers |
| ------------- | --------------- | --------------------- | ---------------------- | ------------------- | ------------------------- | ----- | ------ |
| 50 francs     | 151 × 70        | Rouge                 | Masque Tshokwe         | Village de pêcheurs | 1997/2000 / 2007 / 2013   |       |        |
| 100 francs    | 151 × 70        | Vert/bleu             | Éléphant               | barrage Inga II     | 1997 / 2000 / 2007 / 2013 |       |        |
| 200 francs    | 151 × 70        | Violet/vert           | Couple de cultivateurs | Lokolé              | 2000 / 2013               |       |        |
| 500 francs    | 151 × 70        | Bleu/gris             | Mineurs de diamant     | Rivière forestière  | 2002 / 2013               |       |        |
| 500 francs    | 151 × 70        | Vert                  | Port de Matadi         | Pont de Kinsuka     | 2010                      |       |        |
| 1000 francs   | 141 × 72        | Vert                  | Perroquet              | Okapis              | 2012, /2013               |       |        |
| 5000 francs   | 145 × 72        | Brun                  | Couple de pintades     | Zèbres              | 2012 / 2013               |       |        |
| 10 000 francs | 152 × 73        | Violet                | Colibri                | Couple de gnous     | 2012 / 2013               |       |        |
| 20000 francs  | 156 × 73        | Jaune                 | Couple de hérons       | Couple de girafes   | 2012, / 2013              |       |        |

### Les animaux sur les billets
Sur les 22 billets de banque, il y a douze animaux différents : l'okapi, l'antilope, le rhinocéros, le lion, l'éléphant, la pintade, le zèbre, le colibri, le gnou, le héron, la girafe, le léopard.
Le plus présent des animaux sur ces billets de banque est sans conteste l'okapi, animal endémique à la RDC : il apparaît en filigrane sur 19 des 22 billets. Seuls les billets de 10 000 et de 20 000 francs n'ont pas d'okapi en filigrane (ils ont un léopard). L'okapi est mis à l'honneur sur le billet de 50 centimes : il y apparaît au recto et au verso. L'okapi apparaît également sur le billet de 1 000 francs, au verso. L'okapi est un des symboles les plus significatifs de cette région du monde.

### Éléments géographiques
Sur le billet de 1 centime, on peut voir le volcan Nyiragongo, qui se trouve à l'est du pays. Sur le billet de 20 centimes, on peut voir le parc national de l'Upemba, dans la province du Katanga. Sur le billet de 1 franc, on voit la Gécamines, une usine située au Katanga, et un terril. Sur le billet de 5 francs, on voit les chutes de Kamwanga, au Kasaï oriental.
Sur le billet de 50 francs, on voit un village de pêcheurs sur le bord du fleuve Congo. C'est un village traditionnel, comme il en existe des centaines, ce n'est pas un village particulier, que l'on pourrait reconnaître. Sur le billet de 100 francs, on voit le barrage d'Inga II, dans la province du Kongo Central (ancien Bas-Congo). Sur le nouveau billet de 500 francs (édition du cinquantenaire), on voit au recto le port de Matadi et au verso le pont de Kinsuka.

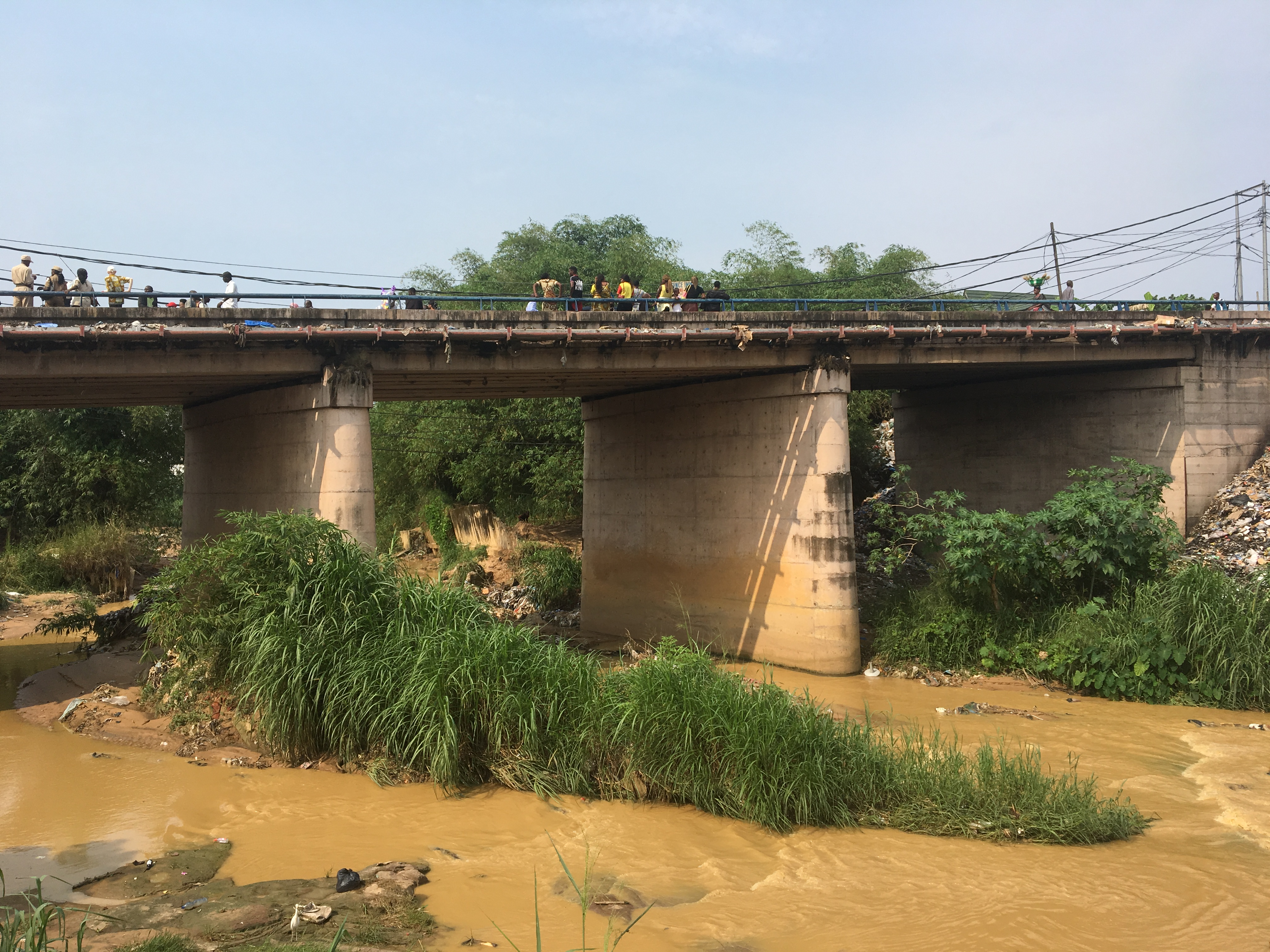
Pont de Kinsuka.

Il est aussi à noter que la carte de la République démocratique du Congo apparaît sur le recto et le verso de tous les derniers billets, c'est-à-dire des billets de 500 francs (édition du cinquantenaire), de 1 000 francs, de 5 000 francs, de 10 000 francs et de 20 000 francs.

### Personnes célèbres
Sur les 22 billets de banque imprimés depuis 1998, il n'y a qu'une seule personne que l'on puisse clairement reconnaître. C'est le politicien Patrice-Emery Lumumba. Il est représenté enchaîné au verso du billet de 1 franc, avec ses deux compagnons de captivité, fort probablement Joseph Okito et Maurice Mpolo. Ces trois hommes ont été assassinés le 17 janvier 1961.

### L'art sur les billets de banque

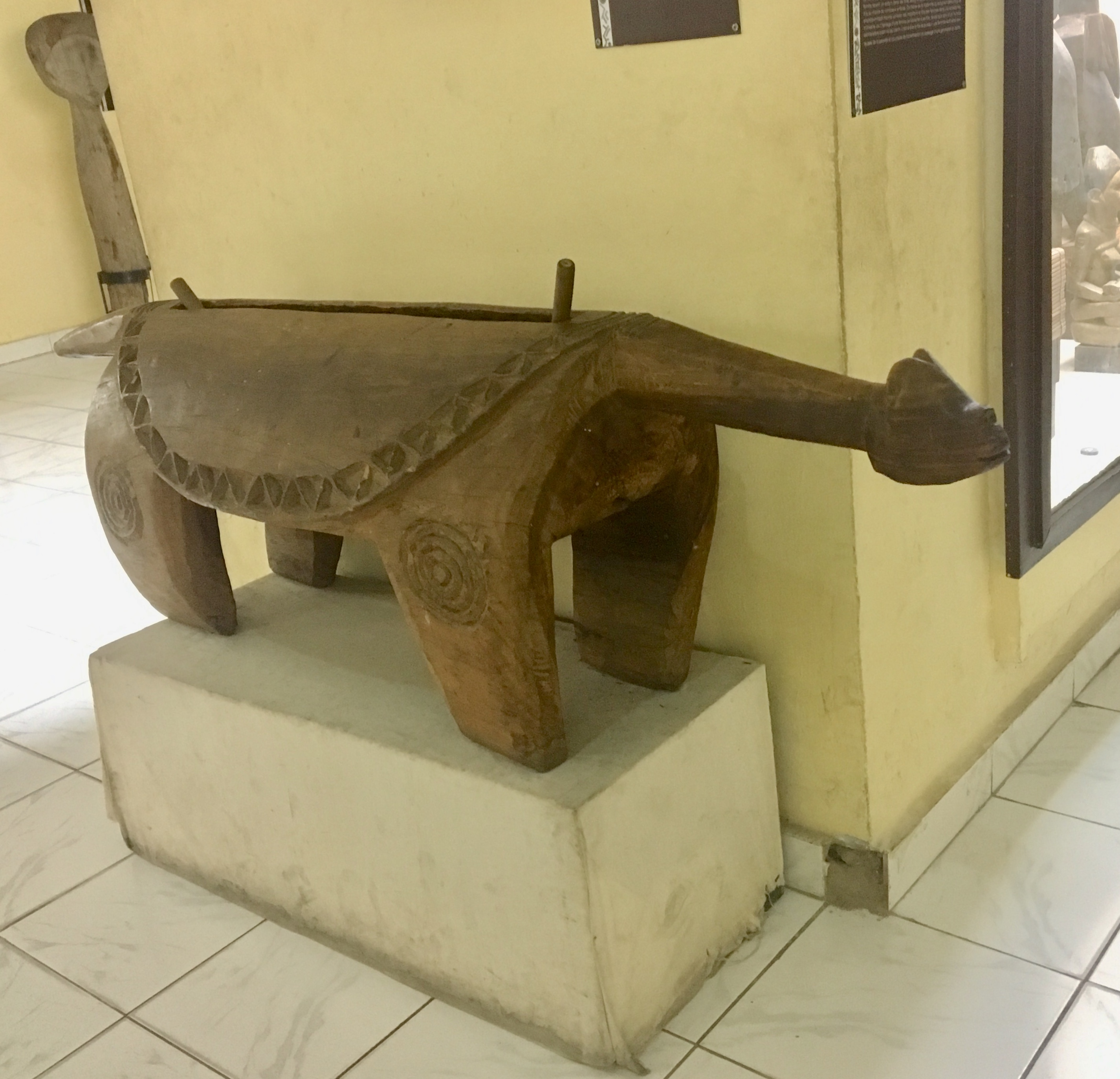
Lokolé au Musée du Mont Ngaliema, Kinshasa.

L'art a aussi sa place sur plusieurs des billets : on peut voir un masque sur le recto du billet de 5 centimes, une harpe « zande » sur le verso ; un autre masque sur le billet de 10 centimes, au recto, avec des danseurs au verso ; un appui-tête en bois sculpté d'un chef Luba, sur le recto du billet de 10 francs ; une statuette en bois représentant une porteuse d'eau, sur le verso du même billet ; un masque d'une femme Tshokwe, en bois, symbolisant le rôle important que joue les femmes dans la société, sur le recto du billet de 50 francs ;

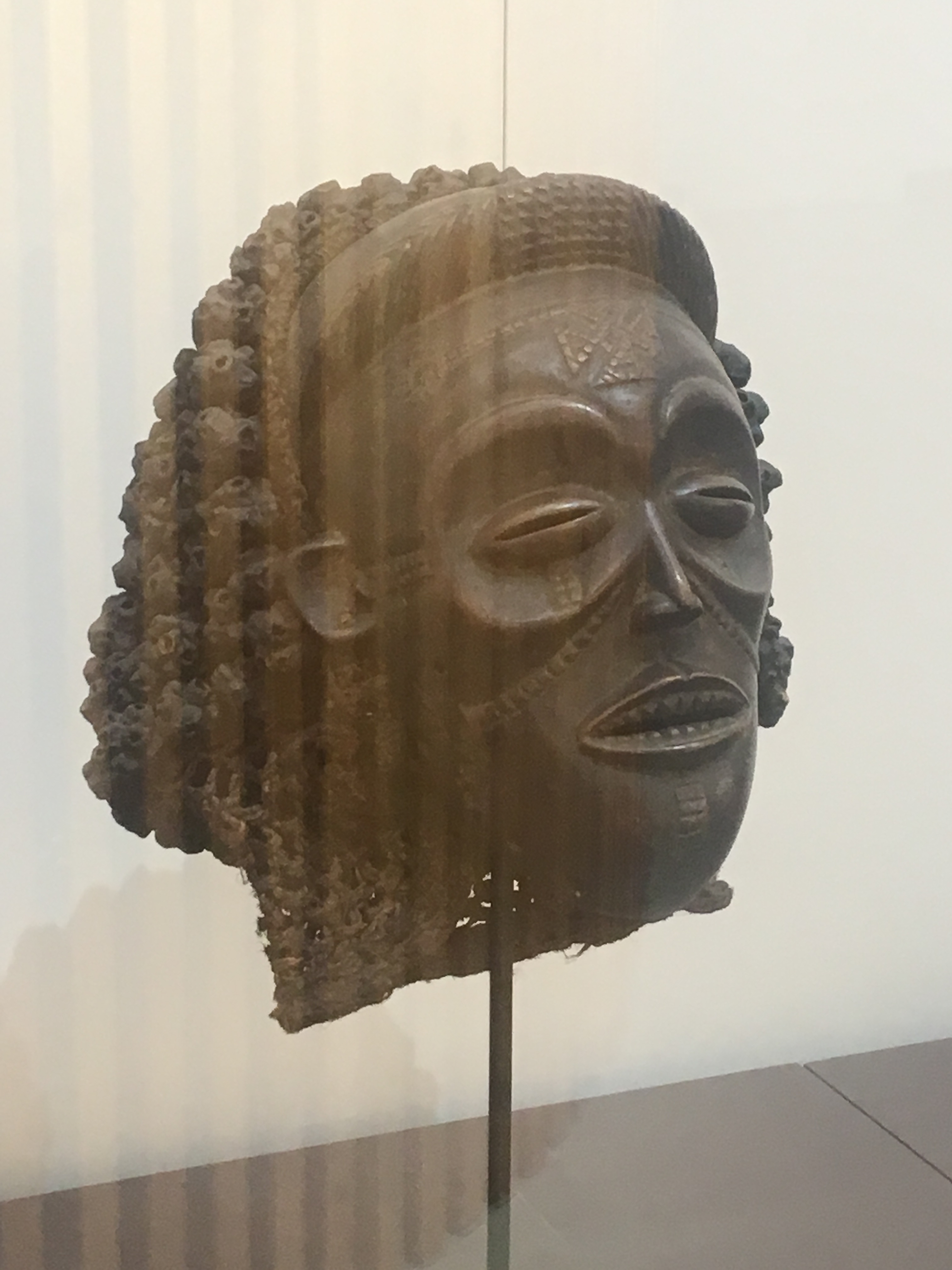
Masque Mwana Pwo, de la tribu des Tshokwe, Musée national de la RDC, Kinshasa.

un tambour à fente appelé « lokolé », utilisé comme téléphone traditionnel pour l'annonce des événements importants d'une communauté ou d'un village, sur le verso du billet de 200 francs ; un coffret en bois sculpté de la tribu des Kanioka, sur le verso du billet de 1 000 francs ; une statuette en bois de la tribu des Hemba, au verso du billet de 5 000 francs ; une statuette de la tribu des Kuba, au verso de la coupure de 10 000 francs ; et enfin une statuette de la tribu des Bashielele, au verso de la coupure de 20 000 francs.

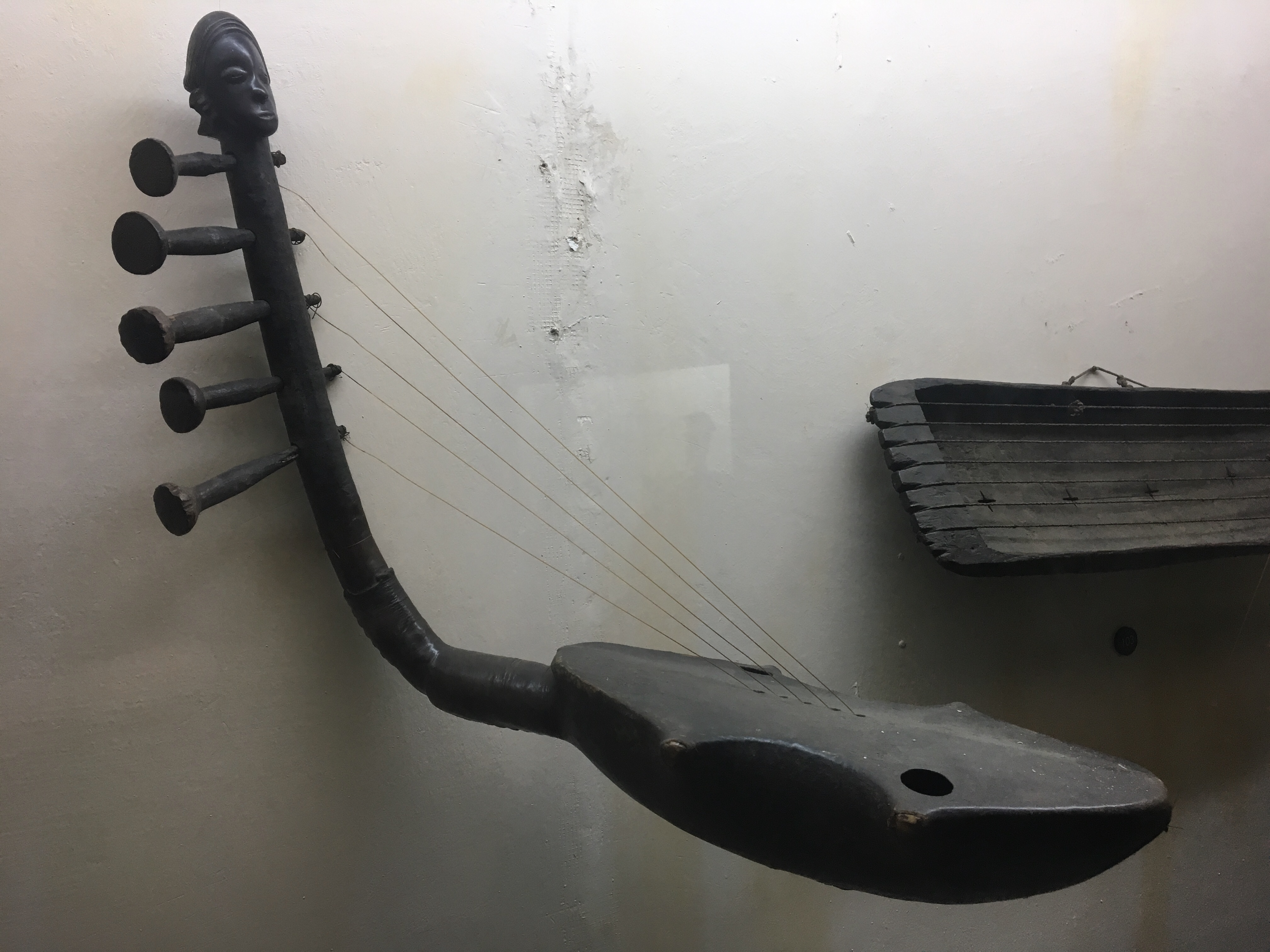
Harpe zande au musée du Mont Ngaliema, Kinshasa.

### Les professions
On peut également voir plusieurs professionnels à l'œuvre sur les billets de banque : une cueilleuse de café sur le billet de 1 centime, des pêcheurs sur les billet de 50 francs, des cultivateurs sur le billet de 200 francs, des mineurs sur le billet de 500 francs bleu.

### Les langues
Comme Laurent-Désiré Kabila (le président qui réintroduisit le franc congolais après avoir pris le pouvoir à Mobutu) avait longtemps vécu en Tanzanie, il fit faire des billets de banque écrit en français (langue officielle du Congo) et dans les deux langues tanzaniennes : le swahili et l'anglais. Les billets qui ne donnent les montants que dans ces trois langues sont donc toutes les pièces en centimes, les billets de 1 franc, de 5 francs, de 10 francs, de 20 francs, de 50 francs, de 100 francs, de 200 francs, ainsi que le premier billet de 500 francs (bleu), c'est-à-dire les billets émis lors de sa présidence et, en ce qui concerne le premier billet de 500 francs (introduit un an après sa mort), sous son influence directe.
C'est sous Joseph Kabila que l'on voit les autres langues du Congo apparaître sur les billets de banque : le lingala, le tshiluba et le kikongo. Le swahili garde sa place. L'anglais, par contre, qui n'avait d'ailleurs jamais été une langue du pays, est évincé. On retrouve ces cinq langues sur les billets de 500 francs (édition du cinquantenaire), de 1 000 francs, de 5 000 francs, de 10 000 francs et de 20 000 francs.

## Valeur
Le franc congolais a un taux d'inflation de 41,5%. On peut parler d'hyperinflation. Lors de son introduction, le 30 juin 1998, il valait 0,77 dollar. En l'an 2000, la même somme (1 franc congolais) valait 0,04 dollar. En 2001, il valait 0,004 dollar. En septembre 2019, il en valait 0,0006, c'est-à-dire qu'il faut 1 650 francs congolais pour obtenir un dollar. En juin 2023, vous obtenez 2 350 francs congolais par dollar que vous changez.
| Année  | 1998 | 2000 | 2001 | 2003 | 2007 | 2009 | 2011 | 2015 | 2017  | 2019  | 2020  | 2021  | 2023  | 2024  |
| ------ | ---- | ---- | ---- | ---- | ---- | ---- | ---- | ---- | ----- | ----- | ----- | ----- | ----- | ----- |
| Valeur | 1,3  | 23   | 225  | 414  | 554  | 738  | 908  | 926  | 1 448 | 1 635 | 1 800 | 2 000 | 2 350 | 2 750 |

## Utilisation du dollar américain
Le dollar des États-Unis est utilisé en parallèle dans les grandes villes de la république démocratique du Congo pour payer certaines commodités d'une valeur supérieure ou égale à cinq dollars. Hors des grandes villes, c'est beaucoup plus rare. Tous les billets ne sont pas acceptés. Seules les coupures les plus récentes de 5, 10, 20, 50 et 100 dollars sans la moindre défaillance (petite coupure, par exemple) sont acceptées[réf. nécessaire].
Apparu à la fin du régime du président Mobutu, dans les années 1990, le dollar aurait dû disparaître lors de l'instauration du franc congolais, en juin 1998, mais la guerre qui a embrasé le pays entre 1998 et 2001 lui a donné droit de cité. L'adoption d'un taux de change flottant, en 2001, a aggravé la situation. « Avec la valeur actuelle du franc congolais, déclare un expatrié, il vaut mieux, à partir d'un certain montant, régler ses achats en dollars, à moins de se déplacer avec une valise de billets ».

## État physique des francs
Les billets sont souvent très sales et assez souvent en mauvais état. Il y a plusieurs raisons à ce phénomène. Tout d'abord, un très grand nombre de Congolais travaillent dans l'agriculture ou exercent un métier manuel. Ils ne se lavent pas les mains avant de manipuler les billets de banque. Ensuite, peu de Congolais ont un portefeuille. Ils mettent l'argent dans leurs chaussettes, dans un sac où se trouvent des légumes sales ou encore dans leurs sous-vêtements. En outre, moins de 2% de la population possède un compte en banque. Pour protéger leurs billets, certaines personnes les enterrent. À la différence des pays occidentaux, il y a vraiment très peu d'endroits où il est possible de payer par carte de banque. Les gens paient partout en liquide, ce qui abîme les billets.

## Faux billets
Depuis mars 2017 circulent des faux billets de 5 000 francs à Kinshasa. Cette coupure est de ce fait mal perçue : peu de commerçants la prennent. Nombre d'autres essaient d'en refourguer aux rares touristes ou aux personnes qui semblent, pour une raison ou pour une autre, mal informées.

## Dans la culture
Il y a deux chansons sur le franc congolais. La plus célèbre s'intitule « Mwana Pwo ». Elle a été interprétée en 1998 par une brochette d'artistes assez impressionnante, dont le célèbre Papa Wemba. L'autre est intitulée « Pesa ngai valeur na ngai ». Elle a été écrite et interprétée par Jean Goubald et Fally Ipupa. Cette chanson en lingala incite les gens à respecter le franc congolais comme ils respectent les devises étrangères, à en prendre soin.

## Surnom
Le franc congolais circule très souvent taché, déchiré, voire amputé, ce qui lui vaut le surnom peu flatteur de « blessé de guerre ».

## Les billets les plus rares
- Si vous ne connaissez pas le sujet, laissez ce bandeau (vous pouvez alors contacter les auteurs).
- Si vous supprimez le contenu mis en cause (vous pouvez préalablement contacter les auteurs),

argumentez précisément cette suppression dans la page de discussion
(un manque de référence n'est pas un argument ; une recherche réelle de référence doit avoir été effectuée, être formellement documentée).
Les billets le plus rares sont les billets de 50 francs bleu et de 100 francs rouge. Émis une seule fois en 1997, même Martin Yandesa Mavuzi, un des plus grands spécialistes du franc congolais, ne les mentionnent pas dans son livre Les Monnaies du Congo ! Si vous demandez à dix personnes de plus de trente-cinq ans, vous verrez qu'aucune ne connaît ces billets ni ne les a jamais vus. Toutes ces personnes vous diront probablement que ce sont des faux.
Le billet de 5 000 francs est en ce moment en voie d'extinction dans certaines parties du pays, notamment à Kinshasa. Il est par contre très courant à Lubumbashi.

## Le billet le plus courant
Le billet le plus courant depuis 2002 est le billet de 500 francs bleu. Les cambistes les achètent souvent par brique à la Banque Centrale du Congo et les vendent (contre des dollars américains) ou les échangent contre des billets sales ou en mauvais état. Il est possible d'en acheter des milliers d'un coup, par liasses, à l'état flambant neuf, dans plusieurs rues de Kinshasa.

## Où se procurer les francs congolais?
Les francs congolais actuellement en circulation sont disponibles dans n'importe quelle banque congolaise ou étrangère, en république démocratique du Congo. Ils sont aussi disponibles dans les rues des grandes villes du pays, comme Kinshasa ou Bukavu, auprès des cambistes (changeurs d'argent), contre des dollars américains et parfois même contre des euros. 
Les francs congolais qui ne circulent plus à ce jour sont disponibles à la Banque Centrale du Congo, à l'exception des billets de 50 francs bleu et de 100 francs  rouge. Ces derniers peuvent s'obtenir auprès de collectionneurs locaux ou internationaux. Ils s'obtiennent également au marché des valeurs[Quoi ?].
Les francs congolais des trois périodes précédentes peuvent également s'obtenir auprès de collectionneurs ou au marché des valeurs, quoiqu'avec beaucoup plus de difficultés.

## Les billets à venir
Deux billets attendent le feu vert du Chef de l'État, Félix Tshisekedi, pour être lancés sur le marché : une nouvelle coupure de 500 francs et une nouvelle coupure de 5 000 francs. Le billet de  500 francs a été choisi parce que c'est manifestement le billet le plus utilisé au niveau national. Le billet de 5 000 francs a été choisi parce que la version précédente (celle qui circule encore de nos jours) avait été copiée et distribuée par de faux monnayeurs, ce qui avait eu pour conséquence de rendre cette coupure très suspecte.